# Un rincón de la mesa del pintor
Un rincón de la mesa del pintor es una pintura al óleo sobre madera de 120 × 38,5 cm del pintor italiano Giovanni Boldini fechada alrededor de 1897. Se conserva en el Museo Giovanni Boldini de Ferrara.

## Contexto
Boldini trató la naturaleza muerta, ante todo, como un ejercicio privado. La atmósfera íntima y sugerente de Un rincón de la mesa del pintor permite compararlo con otras vistas de la casa y del estudio de Boldini, temas dominantes de una singular investigación figurativa realizada por el artista a partir de la segunda mitad de la década de 1880. Inicialmente utilizadas como telones de fondo para visitas de amigos o veladas musicales,  estas vistas se van despojando poco a poco de presencia humana: La atención del pintor se centra cada vez más en los ambientes y los objetos que contienen, que se convierten en los únicos protagonistas de este universo "privado".
Observando estas obras, se tiene también la impresión de que esconden el sutil deseo de contar, a través de imágenes de espacios y objetos vividos más intensamente, algo de la persona que habita esos ambientes y posee esos objetos. Los cuadros en las paredes, el reloj Luis XV, el abrigo abandonado sobre el sillón, el vaciado en yeso del busto del cardenal Medici realizado por Bernini, están cargados de significado, convirtiéndose, a partir de simples elementos formales, en presencias vivas y elocuentes. Quizás sea este el espíritu con el que Boldini trata los géneros de interiores del estudio y naturalezas muertas; la misma con la que el viejo artista amonesta al joven Filippo de Pisis, de visita en París en 1925, que acababa de confesarse como pintor de naturalezas muertas: "Oh, Dios mío, qué tristeza... haz las cosas buenas estando vivas".
El boceto al óleo originalmente formaba parte del panel, pegado en el reverso de Un rincón de la mesa del pintor (n.º inv. 1376), que luego fueron separados para obtener dos representaciones independientes. El carácter de ejercicio pictórico es evidente.

## Análisis
La obra se distingue de otros bodegones del pintor por su concepción y ejecución. Bajo la influencia del formato vertical muy acentuado y la audaz perspectiva "a vista de pájaro", los objetos representados parecen ser empujados hacia el espectador. El proceso adoptado da todo su relieve al precioso servicio de porcelana y plata en el que destacan las notas anaranjadas y verdes de los albaricoques, pero también las iniciales "GB" bordadas en el mantel, atributo de un artista reconocido y famoso con un estatus social y un estilo de vida similares a los de sus ricos mecenas. Este cuadro, muy inusual en su formato, delata un sensible deseo por parte de Boldini de revelarse. A través de los objetos que posee, ofrece un autorretrato indirecto.
Las vistas de su estudio, con sus cuadros colgados en las paredes, sus baratijas y sus objetos cotidianos, representan un universo formal dotado de un inmenso encanto, pero parecen convertirse para Boldini en los instrumentos de una descripción de su propia interioridad y de sus afectos  Herramientas y objetos cotidianos como los aquí representados se convierten inesperadamente en un universo formal capaz de suscitar emociones y sugestiones. 
Elegante interior con figuras en movimiento, conservado también en el Museo Giovanni Boldini de Ferrara, formaba originalmente, junto con Un rincón de la mesa del pintor, el reverso del panel de una obra, que luego se separaron para obtener dos representaciones independientes. El carácter de ejercicio pictórico es evidente.